# Hemden
Hemden is een plaats in de Duitse gemeente Bocholt in Noordrijn-Westfalen.

## Geschiedenis
De vroegst bekende vermeldingen van Hemden zijn Hemidene in de 10e eeuw en legio Hemede uit 1150. In 1284 beleende Boudewijn van Steinfurt Vrowin vom Berge met een mansus in de buurschap Hemden in parochia Bocholte. In het jaar 1662 had Hemden 169 inwoners, in 1751 was dat een aantal van 451. In 1675 werd hier de Kruiskapel gebouwd. De kapel trok tijdens de Reformatie katholieken uit Aalten en Bredevoort aan. Nadien werd het gebouw afgebroken en herbouwd in Barlo. Ter plaatse werd een kruis opgericht om de aanwezigheid van de voormalige kapel te gedenken.

## Bron
- Website: wiki-de.genealogy.net

Barlo · Biemenhorst · Hemden · Holtwick · Lankern · Liedern · Lowick · Mussum · Spork · Stenern · Suderwick